# تئودور شاپیرو
تئودور شاپیرو (به انگلیسی: Theodore Shapiro) (زادهٔ ۲۹ سپتامبر ۱۹۷۱) آهنگساز اهل ایالات متحده آمریکا است.